# セルジオ・ブリオ
セルジオ・ブリオ（Sergio Brio、1956年8月19日 - ）は、イタリア・レッチェ出身の元サッカー選手。現役時代のポジションはDF。

## 経歴
地元のクラブで、当時セリエCのUSレッチェでキャリアをスタートさせた。ユヴェントスFCには1989-90年シーズンまでの10シーズン以上在籍、リーグ戦では243試合16ゴール、通算では通算350試合以上に出場、4度のリーグ優勝、3度のコッパ・イタリア、チャンピオンズカップなど多くのタイトルを獲得した。1985年のインターコンチネンタルカップ、AAアルヘンティノス・ジュニアーズとの対戦でも先発出場して優勝を果たした。

## タイトル
ユヴェントス
- セリエA：1980–81, 1981–82, 1983–84, 1985–86
- コッパ・イタリア : 1978–79, 1982–83, 1989–90
- チャンピオンズカップ : 1984-85
- インターコンチネンタルカップ : 1985
- カップウィナーズカップ : 1983-84
- UEFAカップ 1989-90